# 森田交一
森田 交一 （もりた こういち、1983年11月15日 - ） は、日本のソングライター、編曲家、ベーシスト、ギタリスト、音楽プロデューサー、YouTuber、実業家。国内最大規模の無料音楽素材配信サイト『魔王魂®』（まおうだましい）の創設者。音楽制作専門会社『株式会社ジョーカーサウンズ』代表取締役社長。

## 概要
数々のボーカル入り楽曲、BGM、効果音などの音楽素材を「CC BY 4.0」（著作権を保持した上で、著作権表示を条件に改変・商用利用を許諾する取扱い）の下での自由使用を認めており、多くのYouTuberが挿入歌として楽曲を使用していることで知られる。これまでに制作した楽曲は5000曲以上で他アーティストや大型テーマパーク、アニメ主題歌、ゲーム、CMなど多方面に楽曲を提供。代表曲に『シャイニングスター』『Where you are』『12345』『Burning Heart』『月と狼』『ハルジオン』『世界中の涙』などがある。なお、「魔王魂」は森田交一が商標登録を行っている。
愛称は「魔王様」。公式の愛称であるほか、ファンからもこのように呼ばれる。

## 人物
主に作曲家として活動する傍ら、オリジナル曲の作詞、歌唱、演奏などを行う。音楽活動のみならず、絵の公開、ミュージック・ビデオの撮影、自身の所有するウェブサイトの構築なども行っている。
出身地は兵庫県姫路市で、関西弁を話す。趣味はお笑い鑑賞、飲酒、ドライブなど。
国際基準計測によるIQは141。双極性障害及びADHDを公表している。
中学3年生の時GLAYを知ってファンになり、ロックの道で生きていくと考え始めたことを、音楽活動開始のきっかけとして挙げている。その後高校入学祝いにエレクトリック・ギターを買ってもらい、ギター演奏や作曲を始めた。その後ボーカルを経て、ベースに転向、担当楽器としている。楽曲によってはボーカル、ギターを演奏することもある。
自身の音楽活動に信念を持っており、自身の曲を無料で配信していることについて「誰の指図も受けず、人間一人が感じた感情や体験、教訓を芸術作品として世に送り出す本来のアーティスト（芸術家）の在り方だと考えている」と述べている。

## 来歴
2003年
- 12月24日　サイト「魔王魂」開設。

2013年
- 9月30日　株式会社『ジョーカーサウンズ』設立。

2020年
- 5月11日　YouTubeシルバークリエイターアワード賞を受賞。

2021年
- 1月14日　YouTube公式アーティスト認定。2022年4月現在チャンネル登録者20万人突破。
- DAMカラオケ配信開始。
- 6月15日　オフィシャルファンクラブ『魔王軍』をbitfan内に発足（一部無料）。
- バンド『MiLiARDO』を再結成。2022年には「FRONTIER LIVE 2022」として福岡と大阪でライブ開催。

2022年
- 1月27日　音声プラットフォームvoicyにて「魔王魂の脳内ギャラクシー」チャンネルを開始。
- 2月　『魔王魂®』の商標登録を取得。
- 4月20日　日本記念日協会から5月1日を「魔王魂の日」として認定された[8]。
- 4月27日　バンド『魔王魂』結成を発表。5月6日の『YouTube Music Weekend vol.5』にライブ出演予定[9]。
- 5月6日18:25～　YouTubeが主催する『YouTube Music Weekend vol.5』に参加[10]。
- 7月27日 アーケードゲーム『太鼓の達人』に『シャイニングスター』が追加[11]。

2023年
- 3月8日　「魔王魂」主催によるオンラインフェス「魔王祭(まおうさい)」について発表。5月1日開催予定。4月6日に「開催日を3日に変更する」と発表。3月13日付でYahooニュース、音楽ナタリーに掲載。
- 3月22日 アーケードゲーム『太鼓の達人』に『ハルジオン』が追加。[12]
- 5月1日　「魔王祭」開催(予定)→開催日を3日に変更
- 5月3日　「魔王祭」開催。
- 5月29日　魔王魂REAL始動、公式web開設。
- 10月25日　YouTube総再生数が1億再生突破。
- 12月1日　株式会社MetaLabがメタバース会員向に提供する「FAVii Rooms」において、第一弾アーティストに「Bitfan」で運営されている公式ファンクラブ『魔王軍』が選ばれる[13]。
- 12月23日　「冬季魔王祭Winter Odyssey」開催。

2024年
- 5月3日　「魔王祭2024」開催
- 12月19日　GMOインターネットグループのGMOペパボ株式会社が運営する配信シーンかんたん作成サービス「Alive Studio byGMOペパボ」が、月間150万PVの音楽素材サイト「魔王魂」を運営するジョーカーサウンズと連携開始[14]
- 12月22日　「魔王祭2024Winter Odyssey」開催

2025年
- 1月8日　テレビ東京の音楽番組「東京音楽虎」に出演。「エビチリズム」と「ホイホイディスコ」を披露
- 5月3日　「魔王祭2025」開催

## 作品リスト

### YouTube時代の楽曲
本格的なYouTubeでの活動を始めた後の楽曲。
魔王魂で配布されているほか、全曲 iTunes Store、LINE MUSIC、Spotify、Amazon Musicなどの各種ストアでダウンロード販売・ストリーミング配信されており、一部の楽曲は高音質にリメイクされている。一部の楽曲は全国のDAMカラオケで歌うことが可能である。

#### 2017年
- 『crying again』（1月10日リリース）作詞・作曲・ベース&ギター：森田交一／唄：桑原佑介
- 『Bipolar Disorder』（1月24日リリース）作詞・作曲・ベース：森田交一／唄：鍛冶毅／ギター：村上友太
- 『Luna』（2月9日リリース）作詞・作曲：森田交一／唄：Mary／ピアノ：原口沙矢架
- 『月と狼』（2月21日リリース）作詞・作曲・ベース&ギター：森田交一／唄：KEI／バイオリン：奥村みのり
  - DAMカラオケ有。
- 『ハルジオン』（3月6日リリース）作詞・作曲：森田交一／唄：KEI／ギター：森田交一,村上友太／ベース：森田交一
  - DAMカラオケ有。
- 『白銀(しろがね)の小舟』（3月25日リリース）作曲：森田交一／作詞・唄：火ノ岡レイ／ベース&ギター：森田交一
  - DAMカラオケ有。
- 『桜日和』（4月6日リリース）作詞・作曲：森田交一／唄：狛茉璃奈／ギター：村上友太,森田交一／ベース：森田交一
- 『Burning Heart』（4月22日リリース）作詞・作曲・ベース&ギター：森田交一／唄：KEI
  - DAMカラオケ有。
  - 2021年8月、YouTubeで500万回再生達成。同27日 お祝いYouTube 生配信を行った。
- 『Nostalgia』（5月14日リリース）作詞・作曲：森田交一／唄：Mary／ギター：村上友太,森田交一／ベース：森田交一
- 『where you are』（6月17日リリース）作曲：森田交一／作詞：火ノ岡レイ／唄：KEI／ベース&ギター：森田交一
  - DAMカラオケ有。
- 『それは蜃気楼だった』（6月30日リリース）作詞・作曲：森田交一／唄：Rosukey／ギター：森田交一,村上友太／ベース：森田交一
- 『世界が僕達(ぼくら)に揺れるまで』（7月18日リリース）作詞・作曲：森田交一／唄：桑原佑介／ベース&ギター：森田交一
- 『I propose you』（8月9日リリース）作詞・作曲・唄・ベース&ギター：森田交一
  - 歌ものカテゴリにおいて本人歌唱の1曲目。MVの出演は森田交一本人。
- 『シャイニングスター』（10月12日リリース）作詞・作曲：森田交一／唄：詩歩[20]／ベース&ギター：森田交一
  - DAMカラオケ有。
  - アーケードゲーム『太鼓の達人』収録。
  - 2021年5月5日 YouTubeで1000万再生達成。同7日 お祝いYouTube生配信を行った。
  - 2022年1月23日 YouTubeで1500万再生を達成。
  - 2023年1月23日 YouTubeで2000万再生を達成。
- 『still』（12月3日リリース）作詞・作曲・ベース：森田交一／唄：KEI／ギター：森田交一・村上友太
  - DAMカラオケ有。

#### 2018年
- 『ムラサキのアネモネ』（3月5日リリース）作詞・作曲・唄・ベース&ギター：森田交一／バイオリン：奥村みのり
  - 歌ものカテゴリにおいて本人歌唱の2曲目。
- 『泡沫のレクエルド』（5月23日リリース）作詞・作曲・ベース&ギター：森田交一／唄：KEI
  - DAMカラオケ有。
- 『ベガロスト』（10月5日リリース）作詞・作曲・ベース&ギター：森田交一／唄：KEI

#### 2019年
- 『12345(ワンツースリーフォーファイブ)』（3月12日リリース）作詞・作曲・ベース&ギター：森田交一／唄：Mary／ドラム：与野裕史
  - DAMカラオケ有。
  - 2021年10月 YouTubeで500万回再生達成。同14日 お祝いYouTube生配信を行った。

#### 2020年
- 『アフレラ』（3月3日リリース）作詞・作曲・唄・ベース&ギター：森田交一
  - 歌ものカテゴリにおいて本人歌唱の3曲目。
- 『月と隼』（6月13日リリース）作詞：井上勝夫・森田交一／作曲・ギター：森田交一／唄：Mary
  - 旅人『SASURAI life』の動画『アイスランド編 究極放浪』とのコラボレーション企画。「井上勝夫氏のアイスランドを放浪する姿に感動し書き上げました。」と記している。
- 『彩(いろ)を失くしたアメジスト』（6月27日リリース）作曲・ベース&ギター：森田交一／作詞・唄：Mary
  - DAMカラオケ有。
- 『煉獄セレナーデ』（10月16日リリース）作詞・作曲・ベース&ギター：森田交一／唄：Rosukey／ドラム：与野裕史／コーラス：火ノ岡レイ
  - アニメ映画の公開日と同日発表となったが、この曲を作った背景として、連絡が取れなくなった友人(煉獄庭園)を想っていたことをYouTube配信などで語っている。
- 『いかなごのうた』（10月30日リリース）作曲・ベース&ギター：森田交一／作詞：ふじたごうらこ／唄：桑原佑介
  - 第6回 いかなごのくぎ煮文学賞 詩特選作品である作品『いかなごのうた』を元に作曲。
- 『UNiVERSE』（11月18日リリース）作詞・作曲・ベース&ギター：森田交一／唄：菊地マリコ／ドラム：与野裕史／ピアノ：佐藤まさみ
- 『世界中の涙』（12月24日リリース）作詞・作曲：森田交一／唄：森田交一，KEI，Mary，菊地マリコ，火ノ岡レイ，芹澤ミナミ，うづほ，桑原佑介，Rosukey，Hayashi Yuta（from 森と林），竹中大地，
  - 過去の歌ものにかかわったアーティスト11名による合唱が特徴の曲。
  - 唄以外の参加アーティストは、ドラム：与野裕史／ギター：HiLi-ひぃ-（こんとどぅふぇ），ユーフルカ，森田交一／ベース：森田交一／ピアノ：佐藤まさみ／バイオリン：奥村みのり

#### 2021年
- 『雪の降る』（1月16日リリース）作詞作曲・唄・ベース：森田交一／ギター：HiLi-ひぃ-（こんとどぅふぇ），ユーフルカ，森田交一
  - 歌ものカテゴリにおいて本人歌唱の5曲目。
  - MVに異世界Night!メンバー参加。
- 『枯れない花』（4月2日リリース）作詞・作曲・ギター：森田交一／唄：芹澤ミナミ
- 『The Milky Way』（7月7日リリース）作詞・作曲・唄・ベース&ギター：森田交一
  - 歌ものカテゴリにおいて本人歌唱の6曲目。MVに本人出演。
- 『Feels Happiness』（10月15日リリース）作曲：森田交一／作詞・唄：火ノ岡レイ／ベース&ギター：森田交一／ピアノ：佐藤まさみ
- 『追憶の幻想世界』（11月15日リリース）作詞・作曲・唄・ベース&ギター：森田交一／ドラム：与野裕史／ピアノ：佐藤まさみ
  - 38歳誕生日の21:00からYouTubeプレミア配信で公開。
  - 歌ものカテゴリにおいて本人歌唱の7曲目。MVに本人出演。
- 『ときめき☆ラビリンス』（12月24日リリース）作曲・ベース：森田交一／作詞：火ノ岡レイ／唄：うづほ／ドラム：中村康伸
  - 22:00からYouTubeプレミア配信で公開。
  - この日は異世界Night!メンバー4人が新曲を同日リリースする企画が行われており、この曲はトリを務めた。

#### 2022年
- 『KoKoRo Blossom』（4月10日リリース）作詞・作曲・唄・ベース&ギター：森田交一／ドラム：与野裕史
  - 歌ものカテゴリにおいて本人歌唱の8曲目。MVに本人出演。
  - 21:00からYouTubeプレミア配信で公開。
- 『LaViDi(ラヴィディ)』（7月21日リリース）作詞・作曲・ギター：森田交一／唄：Mary
  - フリー素材ではない。リスニングとして使用可能
  - 「歌詞は造語である」「本人の楽曲のなかで最もイントロが短くアウトロが長い」とMV内で述べている。
  - リリース当日21:00からYouTubeプレミア配信で公開。
- 『捩花(ネジバナ)』（9月30日リリース）作曲・ベース&ギター：森田交一／作詞・唄：火ノ岡レイ／ドラム：中村康伸／ピアノ：原口沙矢架／スオナ（嗩吶）：阿聖SHENG／MVギター：村上友太／MVキーボード：サラ カルミア
  - YouTubeでのタイトルは『捩花 / 魔王魂 | チャンネル登録合計43万人コラボ！【魔王魂 × 阿聖SHENG】』となっている。
  - スオナ（嗩吶）奏者の阿聖SHENGとのコラボ作品。
  - MVに本人出演（ベース演奏）。
  - リリース当日20:00からYouTubeプレミア配信で公開。

#### 2023年
- 『月の河』（2月16日リリース）作詞・作曲・唄・ベース&ギター：森田交一／ピアノ：原口沙矢架／ドラム：与野裕史
  - 歌ものカテゴリにおいて本人歌唱の9曲目。MVに本人出演。
- 『太陽とスパンコール』（5月18日リリース）作詞・作曲・唄・ベース：森田交一／コーラス：火ノ岡レイ&陽音カノン／ギター：村上友太／キーボード：サラ カルミア／バイオリン：桜井雅彦／ミニボンゴ：こぎつねまる
  - 5月3日 魔王祭2023で楽曲の一部を先行発表した。
  - 歌ものカテゴリにおいて本人歌唱の10曲目。MVに本人出演。
- 『宵闇の輪舞曲（ろんど）』（6月1日リリース）作詞・作曲・コーラス&ベース：森田交一／唄：陽音カノン／アコーディオン：サラ カルミア／ピアノ：原口沙矢架／ドラム：与野裕史
- 『SOLEIL』（9月1日リリース）作曲・ギター：森田交一／作詞：G-zass／唄：KEI
- 『Bipolar Disorder(2023年版)』（9月29日リリース）作詞・作曲・唄・ギター&ベース：森田交一／ドラム：中村康伸／ギター：村上友太
  - Outside verは10月6日リリース
- 『ハニーベイビー!マジカルガール』（12月24日リリース）作曲・ギター&ベース：森田交一／作詞・唄：火ノ岡レイ／ドラム：中村康伸
  - MV出演　ベース：森田交一／ギター：村上友太

#### 2024年
- 『VENUS 〜女神と魔女の仮面〜』（7月18日リリース）作詞・作曲：森田交一／唄：KEI
- 『サンシャインスマイル』（10月31日リリース）作曲・ベース&ギター：森田交一／作詞：火ノ岡レイ／唄：宇佐木そら／ドラム：中村康伸／ミキシング・マスタリング：近藤充
- 『ヒカリトリガー』（12月25日リリース）作詞・作曲・ベース：森田交一／唄：火ノ岡レイ／ギター：村上友太／ドラム：魔流（M@ru）／キーボード：ぴぐみん

#### 2025年
- 『桜日和2025』（4月4日リリース）作詞・作曲・ベース・ギター：森田交一／唄：火ノ岡レイ／ギター：村上友太
- 『夜明けのHighway』（4月11日リリース）作詞・作曲・ベース&ギター：森田交一／作詞：火ノ岡レイ／唄：キクチマリコ

- 『GAIA』（4月25日リリース）作曲・ベース&ギター：森田交一／作詞：火ノ岡レイ／唄：KEI

### 旧楽曲
サイトでの公開が主だった時代の楽曲。
現在魔王魂で配布されていないが、ファンクラブで有料会員になることでほぼすべての楽曲をダウンロードすることができる。
- 『街路樹』（2007年7月1日リリース）作曲：森田交一／作詞・唄：四原朋
- 『DISTANCE』（2007年7月1日リリース）作曲：森田交一／作詞・唄：泉水
- 『白銀の小舟(旧作)』（2007年7月1日リリース）作曲：森田交一／作詞・唄：灯津木結
- 『枯れない花(旧作)』（2007年7月1日リリース）作曲：森田交一／作詞・唄：芹澤ミナミ
- 『キラキラ』（2007年12月1日リリース）作曲：森田交一／作詞・唄：芹澤ミナミ
- 『月と狼(旧作)』（2008年7月1日リリース）作曲：森田交一／作詞・唄：斎月美緒
- 『いつも君が』（2009年7月1日リリース）作詞・作曲：森田交一／唄：DAIKI
- 『桜日和(旧作)』（2010年3月30日リリース）作曲：森田交一／作詞・唄：日向悠莉
- 『Monochrome』（2011年3月3日リリース）作詞・作曲・唄：森田交一
- 『noapusa』（2011年7月1日リリース）作曲：森田交一／作詞：井上勝夫／唄：斎月美緒(日本語版：KEI)
  - 日本語版は2016年にリリースされた。
- 『ZinniA』（2011年11月11日リリース）作詞・作曲：森田交一／唄：DAIKI
- 『Feels Happiness(旧作)』（2012年4月7日リリース）作曲：森田交一／作詞・唄：火ノ岡レイ
- 『カレンデュラ』（2016年6月11日リリース）作詞・作曲・唄：森田交一
- 『color』（2016年11月14日リリース）作曲：森田交一／作詞：火ノ岡レイ／唄：桑村拓朗

### カラオケ
Midi素材が主流だった頃の歌もの素材。ボーカルは収録されていない。Belling Togetterまでの楽曲の一括リメイクに伴い一部欠番になってしまった楽曲も存在する。
- 『flower』（2003年10月5日リリース）
  - 泉水のカバーもリリースされている。
- 『My lover...』（2004年5月2日リリース）
- 『Rhapsody』（2005年5月18日リリース）
  - リリース当初のタイトルは『希望のかけら』
- 『Memories』（2005年5月18日リリース）
  - 当初のタイトルは『大切な君、大切な時間、大切なあの場所...』
- 『LOVE WIND』（2005年5月18日リリース）
- 『Winter road』（2005年5月18日リリース）
- 『Eons Final』（2005年5月18日リリース）
- 『Neo Xmas』（2005年5月18日リリース）
  - 2004年クリスマスソング
- 『LOVE THING』（2005年5月18日リリース）
- 『DRIVE』（2005年5月18日リリース）
- 『Farewell』（2005年5月18日リリース）
- 『時の彼方へ』（2005年5月18日リリース）
- 『Smile & Smile』（2005年5月18日リリース）
- 『Delvge』（2005年7月13日リリース）
- 『RainTable』（2005年7月13日リリース）
- 『HeartEve』（2005年12月22日リリース）
  - 2005年クリスマスソング
- 『ForeverTruth』（2005年12月24日リリース）
- 『空の記憶』（2006年5月12日リリース）
- 『L.D.S』（2006年5月12日リリース）
  - 当初のタイトルは『愛と絶望と大空』
- 『翼』（2006年5月12日リリース）
- 『Lapislazuli』（2006年5月12日リリース）
- 『Ixia』（2006年5月12日リリース）
- 『Avenue』（2006年9月13日リリース）
- 『Belling Together』（2006年12月23日リリース）
  - 2006年クリスマスソング
- 『Santa』（2007年12月4日リリース）
  - 2007年クリスマスソング
  - 本人やマオウヒメのカバーもリリースされている。
- 『Candle Night』（2008年12月4日リリース）
  - 2008年クリスマスソング
  - 本人によるカバーもリリースされている。
- 『Baring tree』（2008年12月30日リリース）
- 『Nerine』（2008年12月30日リリース）
- 『ambasa』（2008年12月30日リリース）
- 『棘』（2010年1月22日リリース）
- 『Together』（2010年2月17日リリース）
- 『Grandiflora』（2010年7月1日リリース）
- 『Liatris』
  - 現在は非公開だがDAEDALUSにアルバムバージョンが収録されている
- 『Due』（2006年9月13日リリース）
  - 現在は非公開だがDAEDALUSにアルバムバージョンが収録されている
- 『LOVESONG』（2005年5月18日リリース）
  - 現在は非公開
- 『TSUNDERE』（2006年9月13日リリース）
  - 現在は非公開

## バンド『MiLiARDO』
森田交一が中心となり結成したバンド。メンバーは流動的であり、森田が引っ越す際にメンバーがほぼ総入れ替えになったこともある。
| メンバー | 担当パート       | メンバーカラー (サイトでの表記) |
| -------- | ---------------- | ------------------------------- |
| 落合瞬   | ボーカル         | 青 (Prince Blue)                |
| 村上友太 | ギター           | ピンク (Kagerou Pink)           |
| 森田交一 | ベース、作詞作曲 | 赤 (Devil Red)                  |
| かっくん | ドラム           | 黒 (Emperor Black)              |
| HiLi     | ギター           | 緑 (Fairy Green)                |

## バンド『魔王魂』
森田交一が中心となり、2022年4月27日に結成したバンド。ライブやMV制作、魔王魂過去曲のリメイクを行う予定。

### 2022年
- 5月6日　18:25～19:05『YouTube Music Weekend vol.5』に参加。

| 森田交一      | 作詞、作曲、プロデュース、ベース |
| 火ノ岡レイ    | ボーカル、作詞                   |
| 菊地マリコ    | ボーカル                         |
| うづほ        | ボーカル                         |
| 村上友太      | ギター                           |
| サラ カルミア | キーボード、DJ                   |

|    | 曲名                | ボーカル                                           | コーラス   |
| -- | ------------------- | -------------------------------------------------- | ---------- |
| 1  | Burning Heart       | 火ノ岡レイ                                         |            |
| 2  | 月と狼              | 菊地マリコ                                         |            |
| 3  | ハルジオン          | 火ノ岡レイ                                         |            |
| 4  | 白銀の小舟          | 火ノ岡レイ                                         |            |
| 5  | 12345               | 火ノ岡レイ                                         | 菊地マリコ |
| 6  | UNiVERSE            | 菊地マリコ                                         |            |
| 7  | KoKoRo Blossom      | 森田交一                                           |            |
| 8  | 追憶の幻想世界      | 森田交一                                           |            |
| 9  | カレンデュラ        | 森田交一                                           |            |
| 10 | 煉獄セレナーデ      | 森田交一                                           | 火ノ岡レイ |
| 11 | ときめき☆ラビリンス | うづほ                                             |            |
| 12 | シャイニングスター  | うづほ                                             |            |
| 13 | 世界中の涙          | 森田交一，菊地マリコ，うづほ，火ノ岡レイ(全員合唱) |            |

### 2023年
- 5月3日　20:00～21:13『魔王祭2023』にて 2nd Online Live開催。

| 森田交一      | 作詞、作曲、プロデュース、ベース |
| 火ノ岡レイ    | ボーカル、作詞                   |
| KEI           | ボーカル                         |
| 陽音カノン    | ボーカル                         |
| 村上友太      | ギター                           |
| サラ カルミア | キーボード、DJ                   |
| 桜井雅彦      | ヴァイオリン                     |

|    | 曲名                   | ボーカル                              | コーラス               |
| -- | ---------------------- | ------------------------------------- | ---------------------- |
| 1  | それは蜃気楼だった     | 火ノ岡レイ                            |                        |
|    | MC                     |                                       |                        |
| 2  | ハルジオン             | KEI                                   |                        |
| 3  | 彩を失くしたアメジスト | 火ノ岡レイ                            |                        |
| 4  | 捩花                   | 火ノ岡レイ                            |                        |
| 5  | where you are          | 火ノ岡レイ，KEI                       |                        |
|    | MC                     |                                       |                        |
| 6  | 12345                  | 陽音カノン                            |                        |
| 7  | ZinniA                 | 陽音カノン                            |                        |
| 8  | Nostalgia              | 陽音カノン                            |                        |
| 9  | 泡沫のレクエルド       | KEI                                   |                        |
| 10 | 月と狼                 | KEI                                   | 陽音カノン             |
|    | MC                     |                                       |                        |
| 11 | Burning Heart          | 火ノ岡レイ                            |                        |
| 12 | still                  | KEI                                   |                        |
| 13 | 追憶の幻想世界         | 森田交一                              | 火ノ岡レイ             |
| 14 | 煉獄セレナーデ         | 森田交一                              | 火ノ岡レイ             |
| 15 | 白銀の小舟             | 森田交一                              | 火ノ岡レイ             |
| 16 | 太陽とスパンコール     | 森田交一                              | 火ノ岡レイ，陽音カノン |
|    | MC                     |                                       |                        |
| 17 | Feels happiness        | 火ノ岡レイ                            |                        |
|    | メンバー紹介           |                                       |                        |
| 18 | シャイニングスター     | 森田交一，火ノ岡レイ，KEI，陽音カノン |                        |

### 2024年
- 5月3日　20:00～21:13『魔王祭2024』にて 3rd Online Live(MOL3)開催。

| 森田交一   | 作詞、作曲、プロデュース、ベース |
| 火ノ岡レイ | ボーカル、作詞                   |
| KEI        | ボーカル                         |
| 菊地マリコ | ボーカル                         |
| 村上友太   | ギター                           |

|    | 曲名                           | ボーカル                              | コーラス               |
| -- | ------------------------------ | ------------------------------------- | ---------------------- |
| 1  | ZinniA                         | 火ノ岡レイ                            |                        |
|    | MC                             |                                       |                        |
| 2  | 12345                          | 火ノ岡レイ                            |                        |
| 3  | still                          | 火ノ岡レイ                            |                        |
| 4  | ハルジオン                     | KEI                                   |                        |
| 5  | 月と狼                         | KEI                                   |                        |
|    | MC                             |                                       |                        |
| 6  | UNiVERSE                       | 菊地マリコ                            |                        |
| 7  | 白銀の小舟                     | 火ノ岡レイ                            |                        |
| 8  | VENUS ～女神と魔女の仮面～     | KEI                                   |                        |
| 9  | 枯れない花                     | KEI                                   |                        |
| 10 | Burning Heart                  | KEI                                   |                        |
|    | MC                             |                                       |                        |
| 11 | noapusa                        | 菊地マリコ                            |                        |
| 12 | Axis                           | 森田交一                              | 火ノ岡レイ             |
| 13 | 煉獄セレナーデ                 | 森田交一                              | 火ノ岡レイ             |
| 14 | Bipolar Disorder               | 森田交一                              | 火ノ岡レイ             |
| 15 | KoKoRo Blossom                 | 森田交一                              | 火ノ岡レイ             |
| 16 | 追憶の幻想世界                 | 菊地マリコ                            |                        |
| 17 | UNiVERSE                       | 森田交一                              | 菊地マリコ             |
| 18 | ハニーベイビー！マジカルガール | 火ノ岡レイ，KEI，菊地マリコ           |                        |
|    | 武器紹介，メンバー紹介         |                                       |                        |
| 19 | シャイニングスター             | 森田交一，火ノ岡レイ，KEI，菊地マリコ | 火ノ岡レイ，菊地マリコ |

### 2025年
- 5月3日　21:10～22:07『魔王祭2025』にて 4th Online Live(MOL4)『BURNING BEAT ALIVE』開催。

| 森田交一     | 作詞、作曲、プロデュース、ベース |
| 火ノ岡レイ   | ボーカル、作詞                   |
| KEI          | ボーカル                         |
| キクチマリコ | ボーカル                         |
| 村上友太     | ギター                           |
| 魔流         | ドラム（M@ru）                   |

|    | 曲名                           | ボーカル                      | コーラス                 |
| -- | ------------------------------ | ----------------------------- | ------------------------ |
| 1  | Burning Heart                  | KEI                           | 火ノ岡レイ               |
| 2  | それは蜃気楼だった             | 火ノ岡レイ                    |                          |
|    | MC                             |                               |                          |
| 3  | 白銀の小舟                     | キクチマリコ，火ノ岡レイ      | 火ノ岡レイ               |
| 4  | Nostalgia                      | キクチマリコ                  |                          |
| 5  | ハルジオン                     | KEI                           |                          |
| 6  | ヒカリトリガー                 | 火ノ岡レイ                    |                          |
|    | MC                             |                               |                          |
| 7  | UNiVERSE                       | キクチマリコ                  | 火ノ岡レイ               |
| 8  | ハニーベイビー！マジカルガール | 火ノ岡レイ                    |                          |
| 9  | １２３４５                     | KEI                           | キクチマリコ             |
|    | メンバー紹介                   |                               |                          |
| 10 | シャイニングスター             | 火ノ岡レイ，KEI，キクチマリコ | 火ノ岡レイ，キクチマリコ |

## 『魔王魂REALiVE』
2023年7月1日に始動したリアルライブ。福岡を中心に活動中
| 森田交一     | 作詞、作曲、プロデュース、ベース |
| 火ノ岡レイ   | ボーカル、作詞                   |
| 村上友太     | ギター                           |
| 魔流（M@ru） | ドラム                           |

|                | 出演時間     | 場所                                         |                      |
| 2023年7月1日   | 20:00～20:30 | 福岡県『Utero』                              | 1st REALiVE開催      |
| 2023年9月3日   | 19:15～19:45 | 福岡県『Utero』                              | 2nd REALiVE開催      |
| 2023年9月5日   | 21:55～22:25 | 福岡県『graf』                               | 3rd REALiVE開催      |
| 2023年10月14日 | 20:00～20:30 | 福岡県『INSA』                               | 4th REALiVE開催      |
| 2023年11月23日 | 20:00～20:30 | 福岡県『秘密』                               |                      |
| 2023年12月9日  | 19:15-19:45  | 福岡県『INSA』                               |                      |
| 2024年1月14日  | 20:00-20:30  | 福岡県『peace』                              |                      |
| 2024年2月25日  | 20:15-20:45  | 福岡県『Utero』                              |                      |
| 2024年3月16日  | 20:00-20:35  | 福岡県『INSA』                               |                      |
| 2024年4月21日  | 18:30-19:00  | 福岡県『Utero』                              | 10th REALiVE開催     |
| 2024年6月8日   | 18:15-18:45  | 福岡県『INSA』                               |                      |
| 2024年7月13日  | 17:45-18:15  | 福岡県『INSA』                               |                      |
| 2024年9月14日  | 20:00-20:30  | 福岡県『INSA』                               |                      |
| 2024年10月4日  | 19:50-20:20  | 福岡県『graf』                               |                      |
| 2024年10月19日 | 12:59-13:19  | 福岡県『筑紫女学園大学 軽音楽部 学園祭LIVE』 | スペシャルゲスト出演 |
| 2024年11月3日  | 18:45-19:15  | 福岡県『graf』                               |                      |
| 2024年11月17日 | 14:45-15:00  | 福岡県『第4回あさくら祭りステージイベント』  |                      |
| 2024年12月8日  | 20:45-21:15  | 福岡県『秘密』                               |                      |
| 2025年1月18日  |              | 福岡県『Utero』                              |                      |
| 2025年3月15日  |              | 福岡県『OP's』                               |                      |
| 2025年4月5日   |              | 福岡県『BEAT STATION』                       |                      |

## CD・Blu-ray・アルバム

### 発売中の商品
「魔王魂ストア」で発売中（収録曲は全て魔王魂で配信されているものだがCDやBlu-rayに収録されているものは音楽素材として利用できないので注意）
- 【CD】魔王魂 BEST1（2021年3月31日リリース）『crying again』から『where you are』までを収録
- 【CD】魔王魂 BEST2（2021年3月31日リリース）『それは蜃気楼だった』から『アフレラ』までを収録
- 【CD】魔王魂 1st Online Live（2022年6月15日リリース）2022年5月6日に開催された『YouTube Music Weekend vol.5』の魔王魂 LIVE 音源を収録
- 【Blu-ray】魔王魂 1st Online Live（2022年6月15日リリース）2022年5月6日に開催された『YouTube Music Weekend vol.5』の魔王魂 LIVE 映像を収録
- 【Blu-ray ＋ CD】魔王魂 1st Online Live Special Edittion（2022年6月15日リリース）上記【Blu-ray】と【CD】のセットに Special Edition を収録

### 旧アルバム
ワンコーラスを除き、魔王魂や旧ジョーカーサウンズのサイト内で発売していたアルバム。一部がMUSiX51で再販がされており、ファンクラブで有料会員になることでダウンロードすることができる。なお、こちらは素材利用が可能。
- SingleCollection1（2005年6日3月リリース）
  - カラオケ素材の旧バージョンを収録したアルバム。
  - 11曲収録
  - | #   | タイトル                                    | 作詞 | 作曲・編曲 |
| --- | ------------------------------------------- | ---- | ---------- |
| 1.  | 「flower」                                  |      |            |
| 2.  | 「Liatris」                                 |      |            |
| 3.  | 「My Lover...」                             |      |            |
| 4.  | 「希望のかけら」                            |      |            |
| 5.  | 「大切な君、大切な時間、大切なあの場所...」 |      |            |
| 6.  | 「LOVE WIND」                               |      |            |
| 7.  | 「Winter road」                             |      |            |
| 8.  | 「EonsFinal」                               |      |            |
| 9.  | 「NeoXmas」                                 |      |            |
| 10. | 「LOVETHING」                               |      |            |
| 11. | 「DRIVE」                                   |      |            |
- SPIRYTUS（2005年6月3日リリース）
  - Musix51にて販売
  - 13曲収録
  - | #         | タイトル             | 作詞  | 作曲・編曲 | 時間 |
| --------- | -------------------- | ----- | ---------- | ---- |
| 1.        | 「Chaos」            |       |            | 5:35 |
| 2.        | 「consensus」        |       |            | 4:40 |
| 3.        | 「LOVE FRIEND」      |       |            | 4:13 |
| 4.        | 「デッサン」         |       |            | 4:46 |
| 5.        | 「春爛漫」           |       |            | 5:09 |
| 6.        | 「It’s the end」     |       |            | 3:51 |
| 7.        | 「sky」              |       |            | 3:44 |
| 8.        | 「MOON」             |       |            | 4:22 |
| 9.        | 「Rock in Black」    |       |            | 4:57 |
| 10.       | 「輝きにかわるまで」 |       |            | 4:13 |
| 11.       | 「Thermos」          |       |            | 4:57 |
| 12.       | 「救世主」           |       |            | 3:49 |
| 13.       | 「SPIRYTUS」         |       |            | 5:34 |
| 合計時間: | 合計時間:            | 59:50 |            |      |
- OUTSIDE（2005年6月3日）
  - 11曲収録
  - カラオケ素材のリミックスアルバム
- Invariability（2005年10月28日リリース）
  - Musix51にて販売
  - 14曲収録
  - | #         | タイトル           | 作詞  | 作曲・編曲 | 時間 |
| --------- | ------------------ | ----- | ---------- | ---- |
| 1.        | 「BurningRay」     |       |            | 4:39 |
| 2.        | 「愛の物語」       |       |            | 3:34 |
| 3.        | 「都」             |       |            | 1:56 |
| 4.        | 「Half」           |       |            | 3:32 |
| 5.        | 「Wonderful Eyes」 |       |            | 2:41 |
| 6.        | 「Sizuku-雫-」     |       |            | 3:41 |
| 7.        | 「Siesta」         |       |            | 3:30 |
| 8.        | 「FireHeart」      |       |            | 4:22 |
| 9.        | 「LoverMate」      |       |            | 3:38 |
| 10.       | 「WHITE BLOOD」    |       |            | 6:06 |
| 11.       | 「月夜」           |       |            | 3:53 |
| 12.       | 「世界中の涙」     |       |            | 5:15 |
| 13.       | 「Invariability」  |       |            | 5:33 |
| 14.       | 「MindRain」       |       |            | 4:04 |
| 合計時間: | 合計時間:          | 56:24 |            |      |
- Pandora（2006年4月2日リリース）
  - Musix51にて販売
  - 15曲収録
  - | #         | タイトル         | 作詞  | 作曲・編曲 | 時間 |
| --------- | ---------------- | ----- | ---------- | ---- |
| 1.        | 「さくRAサク」   |       |            | 4:55 |
| 2.        | 「陽炎の目」     |       |            | 3:06 |
| 3.        | 「LOVETHING」    |       |            | 4:42 |
| 4.        | 「卒業の音」     |       |            | 4:18 |
| 5.        | 「LOVE EMBLEM」  |       |            | 4:42 |
| 6.        | 「Tedium」       |       |            | 4:30 |
| 7.        | 「星の涙」       |       |            | 4:16 |
| 8.        | 「ForeverTruth」 |       |            | 4:32 |
| 9.        | 「楽園」         |       |            | 3:49 |
| 10.       | 「グラスの空」   |       |            | 4:10 |
| 11.       | 「Pandora」      |       |            | 5:32 |
| 12.       | 「Marry」        |       |            | 3:00 |
| 13.       | 「Lapislazuli」  |       |            | 4:48 |
| 14.       | 「愛の慕情歌」   |       |            | 4:05 |
| 15.       | 「Reunion」      |       |            | 6:02 |
| 合計時間: | 合計時間:        | 66:27 |            |      |
- 魔炎（2006年7月15日リリース）
  - 18曲収録
  - 人気楽曲のロックアレンジ
- 王響（2006年7月15日リリース）
  - 16曲収録
  - 人気楽曲のオーケストラアレンジ
- 魂癒（2006年7月15日リリース）
  - 12曲収録
  - 人気楽曲のピアノアレンジ
- 畑稀（2006年7月15日リリース）
  - 15曲収録
  - 魔炎、王響、魂癒のセットの特典
  - 単品での販売はされていない
- OUTSIDE2
  - 11曲収録
  - カラオケ素材のリミックスアルバム
- SANCTUARY（2006年7月15日リリース）
  - Musix51にて販売
  - 13曲収録
  - | #         | タイトル        | 作詞  | 作曲・編曲 | 時間 |
| --------- | --------------- | ----- | ---------- | ---- |
| 1.        | 「EngelKnight」 |       |            | 4:26 |
| 2.        | 「STEAL HEART」 |       |            | 2:46 |
| 3.        | 「Windism」     |       |            | 4:24 |
| 4.        | 「BLUE MOON」   |       |            | 4:20 |
| 5.        | 「Mercy」       |       |            | 3:33 |
| 6.        | 「LIBRA」       |       |            | 3:58 |
| 7.        | 「FREEDOM」     |       |            | 3:42 |
| 8.        | 「Ixia」        |       |            | 4:58 |
| 9.        | 「The Ocean」   |       |            | 4:14 |
| 10.       | 「WhiteTears」  |       |            | 3:24 |
| 11.       | 「ScullEyes」   |       |            | 5:10 |
| 12.       | 「I DEVIL YOU」 |       |            | 3:48 |
| 13.       | 「Sanctuary」   |       |            | 5:16 |
| 合計時間: | 合計時間:       | 53:59 |            |      |
- DAEDALUS（2006年12月9日リリース）
  - Musix51にて販売
  - 13曲収録
  - | #         | タイトル          | 作詞  | 作曲・編曲 | 時間 |
| --------- | ----------------- | ----- | ---------- | ---- |
| 1.        | 「紫鬼 MURASAKI」 |       |            | 4:46 |
| 2.        | 「YSATIS」        |       |            | 3:46 |
| 3.        | 「Green candy」   |       |            | 3:18 |
| 4.        | 「DAEDALUS」      |       |            | 4:00 |
| 5.        | 「Liatris」       |       |            | 4:39 |
| 6.        | 「Envy」          |       |            | 3:44 |
| 7.        | 「Sacrifice」     |       |            | 5:06 |
| 8.        | 「Due」           |       |            | 4:28 |
| 9.        | 「Lion」          |       |            | 4:22 |
| 10.       | 「Camellia」      |       |            | 3:36 |
| 11.       | 「iCFm8B3o」      |       |            | 2:54 |
| 12.       | 「Resist」        |       |            | 4:50 |
| 13.       | 「Benevolence」   |       |            | 5:26 |
| 合計時間: | 合計時間:         | 54:55 |            |      |
- SingleCollection2（2006年12月9日リリース）
  - カラオケ素材の旧バージョンを収録したアルバム。
  - 12曲収録
  - | #   | タイトル           | 作詞 | 作曲・編曲 |
| --- | ------------------ | ---- | ---------- |
| 1.  | 「Farewell」       |      |            |
| 2.  | 「LOVE SONG」      |      |            |
| 3.  | 「SMILE & SMILE」  |      |            |
| 4.  | 「Delvge」         |      |            |
| 5.  | 「RainTable」      |      |            |
| 6.  | 「HeartEve」       |      |            |
| 7.  | 「Forever Truth」  |      |            |
| 8.  | 「空の記憶」       |      |            |
| 9.  | 「愛と絶望と大空」 |      |            |
| 10. | 「翼」             |      |            |
| 11. | 「Lapislazuli」    |      |            |
| 12. | 「Ixia」           |      |            |
- Alice（2007年11月3日リリース）
  - Musix51にて販売
  - 16曲収録
  - | #         | タイトル         | 作詞  | 作曲・編曲 | 時間 |
| --------- | ---------------- | ----- | ---------- | ---- |
| 1.        | 「Pizarro」      |       |            | 5:11 |
| 2.        | 「Aphrodite」    |       |            | 3:33 |
| 3.        | 「Lover’s hand」 |       |            | 3:16 |
| 4.        | 「Garnet」       |       |            | 3:34 |
| 5.        | 「Apocalypse」   |       |            | 5:16 |
| 6.        | 「flower」       |       |            | 3:41 |
| 7.        | 「Blue」         |       |            | 3:20 |
| 8.        | 「Drizzle」      |       |            | 2:48 |
| 9.        | 「ラブロイド」   |       |            | 3:00 |
| 10.       | 「アルメリア」   |       |            | 3:17 |
| 11.       | 「Antares」      |       |            | 4:09 |
| 12.       | 「Shala」        |       |            | 3:52 |
| 13.       | 「夏暮れ」       |       |            | 4:56 |
| 14.       | 「OASIS」        |       |            | 5:11 |
| 15.       | 「SnowFamily」   |       |            | 6:12 |
| 16.       | 「Alice」        |       |            | 7:04 |
| 合計時間: | 合計時間:        | 68:20 |            |      |
- Mirabilis（2011年1月24日リリース）
  - Musix51にて販売
  - 本人によるソロアルバム
  - | #         | タイトル                 | 作詞  | 作曲・編曲 | 時間 |
| --------- | ------------------------ | ----- | ---------- | ---- |
| 1.        | 「Axis」                 |       |            | 4:06 |
| 2.        | 「do it eight rock」     |       |            | 3:20 |
| 3.        | 「雪の降る(album ver.)」 |       |            | 4:29 |
| 4.        | 「エレムルス」           |       |            | 2:41 |
| 5.        | 「The Milky Way」        |       |            | 4:13 |
| 6.        | 「アフレラ(album ver.)」 |       |            | 5:15 |
| 7.        | 「LUCIA」                |       |            | 5:08 |
| 8.        | 「春より青く」           |       |            | 3:40 |
| 9.        | 「Regret」               |       |            | 3:43 |
| 10.       | 「Mirabilis」            |       |            | 4:12 |
| 合計時間: | 合計時間:                | 40:47 |            |      |
- OneChorusシリーズ
  - 一部楽曲を除きMusix51にて販売
  - シリーズ4まで35曲をリリース
  - シャイニングスターやBurning Heartなどの人気楽曲の一部はこのアルバムの楽曲のリメイク
  - | #         | タイトル                   | 作詞  | 作曲・編曲 | 時間 |
| --------- | -------------------------- | ----- | ---------- | ---- |
| 1.        | 「恋のストロベリーパイ」   |       |            | 2:05 |
| 2.        | 「HERO」                   |       |            | 1:58 |
| 3.        | 「End of the world」       |       |            | 2:11 |
| 4.        | 「夢物語」                 |       |            | 1:53 |
| 5.        | 「ひとりとふたり」         |       |            | 2:59 |
| 6.        | 「Just in my heart」       |       |            | 2:14 |
| 7.        | 「Clock Hand」             |       |            | 2:02 |
| 8.        | 「Mirai」                  |       |            | 2:14 |
| 9.        | 「no more words」          |       |            | 2:14 |
| 10.       | 「シグナル」               |       |            | 2:10 |
| 11.       | 「ガラスの破片」           |       |            | 2:12 |
| 12.       | 「Duet」                   |       |            | 2:21 |
| 13.       | 「PRISM HEROINE」          |       |            | 2:19 |
| 14.       | 「Unchanged」              |       |            | 2:12 |
| 15.       | 「Choose」                 |       |            | 2:15 |
| 16.       | 「遙かなるゼログラビティ」 |       |            | 2:12 |
| 17.       | 「ハルジオン」             |       |            | 2:16 |
| 18.       | 「虹色キャンバス」         |       |            | 2:15 |
| 19.       | 「Burning Beat」           |       |            | 2:16 |
| 20.       | 「エテルネル」             |       |            | 2:09 |
| 21.       | 「Looking for mind Peace」 |       |            | 1:58 |
| 22.       | 「ソレイユ」               |       |            | 2:14 |
| 23.       | 「Save you」               |       |            | 2:14 |
| 24.       | 「Lavender dream」         |       |            | 2:22 |
| 25.       | 「LifeWork」               |       |            | 2:02 |
| 26.       | 「L'AMITIE」               |       |            | 2:09 |
| 27.       | 「Eve」                    |       |            | 2:14 |
| 28.       | 「いつかのある日」         |       |            | 2:57 |
| 29.       | 「Fantasy Circus」         |       |            | 2:04 |
| 30.       | 「TIME GATE」              |       |            | 2:21 |
| 31.       | 「Lie to Me」              |       |            | 2:13 |
| 32.       | 「夢追いし旅人」           |       |            | 2:27 |
| 33.       | 「still」                  |       |            | 2:33 |
| 34.       | 「Just Begin」             |       |            | 2:06 |
| 35.       | 「Thank you to you」       |       |            | 2:09 |
| 合計時間: | 合計時間:                  | 78:30 |            |      |

## ラジオ
- 魔王魂の脳内ギャラクシー（2022年1月-不定期配信 音声プラットフォームvoicy）

## 魔王魂の日
2022年4月20日　日本記念日協会から5月1日を「魔王魂の日」として認定された。
福岡県福岡市に本社を置き、楽曲制作事業などを手がける株式会社ジョーカーサウンズが制定。同社が運営するフリー音楽サービス「魔王魂」（まおうだましい）は、個人使用や商用使用を問わず、あらゆるジャンルのコンテンツに音楽を利用できるサービス。「魔王魂」の楽曲をさらに多くの人に知ってもらうのが目的。日付は「魔王魂」の創設者であり作曲家の森田交一の名前の「こう（5）いち（1）」の語呂合わせから5月1日とした。